# Saint-Vincent-de-Reins
Saint-Vincent-de-Reins is een gemeente in het Franse departement Rhône (regio Auvergne-Rhône-Alpes) en telt 650 inwoners (1999). De plaats maakt deel uit van het arrondissement Villefranche-sur-Saône.

## Geografie
De oppervlakte van Saint-Vincent-de-Reins bedraagt 13,9 km², de bevolkingsdichtheid is 46,8 inwoners per km².
De onderstaande kaart toont de ligging van Saint-Vincent-de-Reins met de belangrijkste infrastructuur en aangrenzende gemeenten.

## Demografie
Onderstaande figuur toont het verloop van het inwonertal (bron: INSEE-tellingen).